# Ingeborg Rode
Ingeborg Martha Rode, (født Kolling 25. september 1865 i København, død 30. juni 1932 i Englerup) var en dansk maler. Hun var gift med maleren Gotfred Rode.
Ingeborg Rode var datter af professor Frederik August Vilhelm Kolling. Hun kom efter privatundervisning hos litograf Ferdinand Larsen ind på Kunstakademiets Kunstskole for Kvinder hos Viggo Johansen ved oprettelsen 1888 og fik afgang 1894. 
Rode malede især portrætter, men også interiører og naturalistiske landskaber. Hun fik ikke en stor plads i sin tids kunstliv, men var respekteret af kolleger for sin dygtighed.
Hun er begravet på Søndermark Kirkegård.

## Hæder
- 1896: Den Raben-Levetzauske Fond
- 1896, 1901, 1905, 1909: Akademiets stipendium[2]

| - Værker af Ingeborg Rode - Interior med et ægtepar i samtale, aftenstemning, 1895 - Interiør med en lille pige, der leger med en dukke, 1897 - Min datter, 1909 - Sommerparti fra Agernæs med drenge ved et stengærde, 1915 - Ved arbejdet, 1916 |